# Costa di Cagliari
Costa di Cagliari este o arie protejată (arie specială de conservare — SAC, sit de importanță comunitară — SCI) din Italia întinsă pe o suprafață de 2.624 ha, din care 4 % marine.

## Localizare
Centrul sitului Costa di Cagliari este situat la coordonatele 39°08′53″N 9°26′49″E / 39.148056°N 9.446944°E.

## Înființare
Situl Costa di Cagliari a fost declarat sit de importanță comunitară în septembrie 1995 pentru a proteja 18 specii de animale. Situl a fost protejat și ca arie specială de conservare în august 2019.

## Biodiversitate
Situată în ecoregiunea mediteraneană, aria protejată conține 13 habitate naturale: Faleze cu vegetație de Limonium spp. endemic de pe coastele mediteraneene, Vegetație anuală la limita mareei, Tufărișuri termo-mediteraneene și de pre-deșert, Golfuri mici largi și golfuri puțin adânci, Recifuri, Dune mobile cu vegetație embrionară, Dune cu vegetație ierboasă Malcolmietalia, Matorral arborescenți cu Juniperus spp., Bancuri de nisip acoperite în permanență slab de apă marină, Păduri de Olea și Ceratonia, Straturi cu Posidonia (Posidonion oceanicae), Galerii și tufărișuri riverane sudice (Nerio-Tamaricetea și Securinegion tinctoriae), Dune de coastă cu Juniperus spp..
La baza desemnării sitului se află mai multe specii protejate:
- păsări (12): pescăruș albastru (Alcedo atthis), Alectoris barbara, caprimulg (Caprimulgus europaeus), egretă mică (Egretta garzetta), șoim călător (Falco peregrinus), sfrâncioc roșiatic (Lanius collurio), Larus audouinii, ciocârlie de pădure (Lullula arborea), Phalacrocorax aristotelis desmarestii, chiră mică (Sternula albifrons), Sylvia sarda, silvie de tufiș (Sylvia undata)
- amfibieni (1): Discoglossus sardus
- reptile (5): Caretta caretta, țestoasa de baltă (Emys orbicularis), Euleptes europaea, Testudo graeca, țestoasă bănățeană (Testudo hermanni)

Pe lângă speciile protejate, pe teritoriul sitului au mai fost identificate 12 specii de plante, 31 de specii de păsări, 9 specii de nevertebrate.